# Formalismo ADM

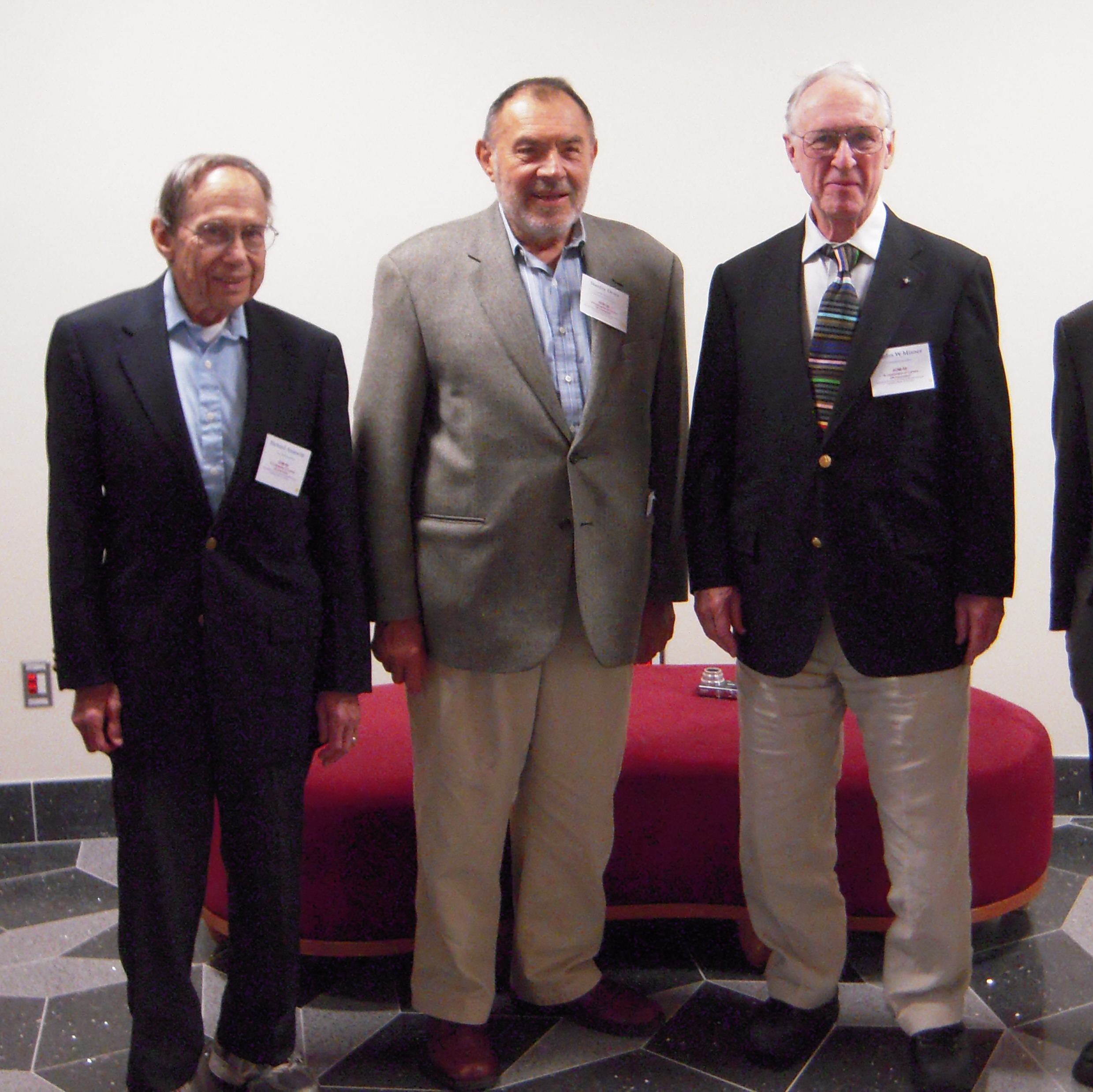
Richard Arnowitt, Stanley Deser e Charles Misner alla ADM-50: una celebrazione dell'attuale innovazione della relatività generale alla Texas A&M University, in onore del 50º anniversario della pubblicazione, novembre 2009

Il formalismo ADM, dalle iniziali degli autori Richard Arnowitt, Stanley Deser e Charles W. Misner, è una formulazione hamiltoniana della relatività generale che gioca un ruolo importante sia nella gravità quantistica, sia nella relatività numerica.
Il lavoro originale del 1959 può essere trovato in Physical Review archives. Una rassegna estesa di tale formalismo è stata pubblicata dagli stessi autori nel 1962. Tale contributo è stato ripubblicato nel 2008.

## Introduzione
Il formalismo suppone che lo spazio-tempo sia foliato in una famiglia di superfici tipo-spazio {\displaystyle \Sigma _{t}}, definite per mezzo delle loro coordinate temporali {\displaystyle t}, e con coordinate spaziali su ogni sezione (slice) data tramite {\displaystyle x^{i}}. Le variabili dinamiche di questa teoria sono il tensore metrico delle sezioni spaziali tri-dimensionali {\displaystyle \gamma _{ij}(t,x^{k})} e i loro momenti coniugati {\displaystyle \pi ^{ij}(t,x^{k})}. Usando queste variabili è possibile definire la funzione hamiltoniana, che è alla base della meccanica hamiltoniana e che permette di ricavare le equazioni del moto per la relatività generale.
Oltre alle dodici variabili {\displaystyle \gamma _{ij}} e {\displaystyle \pi ^{ij}}, ci sono quattro moltiplicatori lagrangiani: la funzione intervallo temporale {\displaystyle N} (che rappresenta la variazione del tempo proprio di un osservatore commovente rispetto al tempo coordinato, relativo al sistema di riferimento solidale con le sezioni spaziali del foliato) e le componenti del campo vettoriale di spostamento {\displaystyle N_{i}}, tangenti alle superfici del foliato. Questi descrivono come ognuna delle "foglie" {\displaystyle \Sigma _{t}} della foliazione dello spazio-tempo sia saldata assieme alle altre. Le equazioni del moto per queste variabili possono essere liberamente specificate; ciò corrisponde alla libertà di specificare liberamente il sistema di coordinate desiderato nello spazio e nel tempo.

## Derivazione

### Notazione
La maggior parte dei riferimenti adottano la notazione nella quale i quattro tensori dimensionali sono scritti nella notazione astratta degli indici, in cui gli indici greci sono gli indici di spazio-tempo che assumono valori (0, 1, 2, 3) e gli indici latini sono indici spaziali che assumono valori (1, 2, 3). Nella derivazione qui presentata, un esponente (4) è anteposto alla quantità che in genere hanno sia la versione tridimensionale, sia quella quadridimensionale, come il tensore metrico per le sezioni tridimensionali {\displaystyle g_{ij}} e il tensore metrico per lo spazio-tempo completo a quattro dimensioni {\displaystyle {^{(4)}}g_{\mu \nu }}.
Il testo, nel seguito, usa la notazione di Einstein in cui si assume la sommatoria su indici ripetuti.
Sono usate due tipi di derivate: le derivate parziali sono denotate sia dall'operatore {\displaystyle \partial _{i}} o dagli esponenti preceduti da una virgola. Le derivate covarianti sono denotate dall'operatore {\displaystyle \nabla _{i}} o dall'esponente preceduto da un punto e virgola.
Il determinante del tensore metrico è rappresentato da {\displaystyle g} (senza indici). Altri simboli del tensore scritti senza indici rappresentano la traccia del tensore corrispondente come {\displaystyle \pi =g^{ij}\pi _{ij}}.

### Formulazione lagrangiana
Il punto di partenza per la formulazione ADM è la lagrangiana
{\displaystyle {\mathcal {L}}={^{(4)}R}{\sqrt {^{(4)}g}}}
la quale è un prodotto del determinante del tensore metrico quadridimensionale per lo spazio-tempo complessivo e il suo scalare di Ricci. Questa è la lagrangiana dell'azione di Einstein-Hilbert.
Il risultato desiderato della derivazione è quello di definire un'immersione di porzioni di spazio tridimensionale nello spazio-tempo quadridimensionale. La metrica delle sezioni tridimensionali
{\displaystyle g_{ij}={^{(4)}}g_{ij}}
sarà le coordinate generalizzate della formulazione hamiltoniana. I momenti coniugati possono essere calcolati
{\displaystyle \pi ^{ij}={\sqrt {^{(4)}g}}({^{(4)}}\Gamma _{pq}^{0}-g_{pq}{^{(4)}}\Gamma _{rs}^{0}g^{rs})g^{ip}g^{jq}}
usando tecniche e definizioni standard della meccanica hamiltoniana.  I simboli {\displaystyle {^{(4)}}\Gamma _{ij}^{0}} sono i simboli di Christoffel associati alla metrica dello spazio-tempo quadridimensionale complessivo.  L'intervallo temporale
{\displaystyle N=(-{^{(4)}g^{00}})^{-1/2}}
e il vettore di spostamento
{\displaystyle N_{i}={^{(4)}g_{0i}}}
sono gli ulteriori elementi del tensore metrico quadri-dimensionale.
Avendo identificato le quantità utili per la formulazione, il prossimo passo è quello di riscrivere la lagrangiana in termini di queste variabili.  La nuova espressione della lagrangiana diviene, quindi:
{\displaystyle {\mathcal {L}}=-g_{ij}\partial _{t}\pi ^{ij}-NH-N_{i}P^{i}-2\partial _{i}(\pi ^{ij}N_{j}-{\frac {1}{2}}\pi N^{i}+\nabla ^{i}N{\sqrt {g}})}
Tale lagrangiana risulta così riscritta in funzione delle due nuove quantità:
{\displaystyle H=-{\sqrt {g}}[R+g^{-1}({\frac {1}{2}}\pi ^{2}-\pi ^{ij}\pi _{ij})]}
e
{\displaystyle P^{i}=-2\pi _{\ ;j}^{ij}}
che sono note, rispettivamente, come vincolo hamiltoniano e vincolo sul momento (detto anche quantità di moto). Si noti come l'intervallo temporale e lo spostamento appaiano nell'hamiltoniana come moltiplicatori di Lagrange.

### Equazioni di moto
Sebbene le variabili nella lagrangiana rappresentino il tensore metrico degli spazi tridimensionali immersi nello spazio-tempo quadridimensionale, è possibile (e desiderabile) usare le solite procedure della meccanica lagrangiana per derivare le "equazioni del moto" che descrivono l'evoluzione nel tempo sia della metrica {\displaystyle g_{ij}}, sia del suo momento lineare coniugato {\displaystyle \pi ^{ij}}. Il risultato:
{\displaystyle \partial _{t}g_{ij}=2Ng^{-1/2}(\pi _{ij}-{\frac {1}{2}}\pi g_{ij})+N_{i;j}+N_{j;i}}
e
{\displaystyle \partial _{t}\pi ^{ij}=-N{\sqrt {g}}(R^{ij}-{\frac {1}{2}}Rg^{ij})+{\frac {1}{2}}Ng^{-1/2}g^{ij}(\pi ^{mn}\pi _{mn}-{\frac {1}{2}}\pi ^{2})-2Ng^{-1/2}(\pi ^{in}\pi _{n}^{\ j}-{\frac {1}{2}}\pi \pi ^{ij})}
{\displaystyle -{\sqrt {g}}(\nabla ^{i}\nabla ^{j}N-g^{ij}\nabla ^{n}\nabla _{n}N)+\nabla _{n}(\pi ^{ij}N^{n})-N_{\ ;n}^{i}\pi ^{nj}-N_{\ ;n}^{j}\pi ^{ni}}
è un insieme non lineare di equazioni differenziali parziali.
Prendendo le variazioni rispetto all'intervallo temporale ed allo spostamento otteniamo le equazioni che costituiscono il vincolo:
{\displaystyle H=0}
e
{\displaystyle P^{i}=0}
e l'intervallo temporale e lo spostamento stessi possono essere specificati liberamente, come conseguenza del fatto che i sistemi di coordinate possono essere determinati a piacere sia nello spazio, sia nel tempo.

## Applicazione nella gravità quantistica
Usando la formulazione ADM, è possibile tentare di costruire una teoria quantistica della gravità, allo stesso modo in cui si costruisce l'equazione di Schrödinger corrispondente a una data hamiltoniana nella meccanica quantistica. Vale a dire, sostituendo i momenti canonici {\displaystyle \pi ^{ij}(t,x^{k})}   e le funzioni metriche spaziali con i relativi operatori funzionali differenziali lineari:
{\displaystyle {\hat {g}}_{ij}(t,x^{k})\to g_{ij}(t,x^{k})}
{\displaystyle {\hat {\pi }}^{ij}(t,x^{k})\to -i{\frac {\delta }{\delta g_{ij}(t,x^{k})}}}
Più precisamente, la sostituzione delle variabili classiche tramite operatori è limitata dalle relazioni di commutazione. I "cappelli" (^) rappresentano gli operatori nella teoria quantisitca. 
Ciò porta all'equazione Wheeler-DeWitt.

## Applicazione per le soluzioni numeriche delle equazioni di Einstein
Ci sono relativamente poche soluzioni analitiche esatte per le equazioni di campo di Einstein. Per trovare altre soluzioni, vi è un campo attivo di studi noto come relatività numerica in cui vengono utilizzati supercomputer per trovare soluzioni approssimate per le equazioni di campo.  Al fine di realizzare tali soluzioni numeriche, la maggior parte dei ricercatori utilizza una formulazione delle equazioni di Einstein strettamente correlata alla formulazione ADM. Gli approcci più comuni partono da un problema al valore iniziale basato sul formalismo ADM.
Nelle formulazioni hamiltoniane, il punto fondamentale è la sostituzione del sistema (set) di equazioni di secondo ordine con un altro sistema di primo ordine. Si può ottenere questo secondo sistema di equazioni per mezzo della formulazione hamiltoniana in un modo semplice. Questo è molto utile nella fisica numerica, perché per risolvere le equazioni per mezzo del computer è auspicabile utilizzare equazioni differenziali del primo ordine.